# Кино про кино
«Кино про кино» — российский художественный фильм 2002 года. Режиссёр — Валерий Рубинчик. Драма о закулисье киноискусства.

## Сюжет
Молодой режиссёр снимает триллер в подмосковном санатории. Всё идёт более-менее традиционно: снимается натура, репетируются сцены, помреж привозит массовку, пожарные организуют дождь. Но потом на площадку приезжает продюсер.

## В ролях
| Актёр                         | Роль                             |
| ----------------------------- | -------------------------------- |
| Валерий Николаев              | Виталий, режиссёр                |
| Татьяна Лаврова               | Татьяна Юрьевна                  |
| Фёдор Бондарчук               | Николай Жильцов, продюсер фильма |
| Алексей Кортнев               | Слава Гаврилин                   |
| Евгений Стеблов               | Лев Андреевич, сценарист         |
| Станислав Любшин              | Георгий Иванович                 |
| Ольга Сутулова                | Ася                              |
| Марианна Рубинчик             | Нета                             |
| Александра Березовец-Скачкова | Марина                           |
| Елена Бушуева-Цеханская       | Женя                             |
| Людмила Великая               | Анна Ивановна                    |
| Наталья Домерецкая            | Жанна                            |
| Мария Зорина                  | велосипедистка                   |
| Владимир Носик                | Эрик, оператор                   |
| Дмитрий Павленко              | Лёша                             |
| Яна Романченко                | Лёля                             |
| Андрей Савостьянов            | Александр                        |
| Анна Синякина                 | корреспондентка                  |
| Александр Боровиков           |                                  |
| Егор Дружинин                 |                                  |
| Анна Жилина                   |                                  |
| Максим Коновалов              |                                  |

В ленте использованы отрывки из фильмов «Восемь с половиной», «Зеркало» и «Ночи Кабирии».

## Награды
- 2002 — Международный кинофестиваль «Лiстапад» / Специальный приз и Диплом газеты «Советская Белоруссия» — «За любовь к кино» (Валерий Рубинчик)
- 2002 — Кинофестиваль «Созвездие» / Приз за лучшую женскую роль второго плана (Татьяна Лаврова)
- 2002 — Кинофестиваль «Созвездие» / Приз за лучшую мужскую роль в эпизоде (Федор Бондарчук)
- 2002 — Кинофестиваль «Окно в Европу» в Выборге / Приз гильдии киноведов и кинокритиков России (Валерий Рубинчик)
- 2003 — Премия «Ника» / За лучший сценарий (Анатолий Гребнев, посмертно)
- 2003 — Премия «Ника» / За лучшую женскую роль второго плана (Татьяна Лаврова)
- 2003 — Премия «Ника» / За лучшую мужскую роль второго плана (Фёдор Бондарчук, номинация)
- 2004 — Премия «Золотой орёл» / За лучший сценарий (Анатолий Гребнев, посмертно)
- 2004 — Премия «Золотой орёл» / За лучшую женскую роль второго плана (Татьяна Лаврова, номинация)